# Zwergalk
Der Zwergalk (Aethia pusilla) ist die kleinste Art aus der Familie der Alkenvögel. In großen Teilen seines Verbreitungsgebietes ist der Zwergalk der kleinste Seevogel, nach dem Aleutenalk zählt er zu den am besten untersuchten Alkenvögeln.
Mit einer Population von 9 Millionen Individuen ist er der häufigste Meeresvogel an der nordamerikanischen Pazifikküste. Es werden keine Unterarten für diese Art unterschieden, allerdings unterscheidet sich die Gefiederfärbung in einzelnen Regionen des Verbreitungsgebietes. So haben Zwergalke, die auf den Pribilof Islands brüten eine hellere Körperunterseite als Brutvögel auf Buldir Island.

## Erscheinungsbild
Der Zwergalk erreicht eine Körperlänge von 15 Zentimeter und ist damit etwas kleiner als ein Haussperling. Das Gewicht variiert zwischen 70 und 101 Gramm und beträgt durchschnittlich etwa 85 Gramm. Die Iris ist in allen Federkleidern weiß, die Füße und Läufe sind wie bei allen Arten der Gattung Aethia blaugrau mit dunkleren Schwimmhäuten. Der Sexualdimorphismus ist nur sehr schwach ausgebildet. Männchen haben lediglich etwas kräftigere Schnäbel. An Land ist die Körperhaltung des Zwergalks aufrecht. Sie berühren gewöhnlich nur mit den Füßen den Boden, was sie beispielsweise vom Silberalk unterscheidet, der an Land in der Regel auf dem Bauch liegt. Obwohl die Flügel des Zwergalkes rund und kurz sind, sind sie in der Lage, sehr schnell von der Wasseroberfläche aufzufliegen. Sie sind allerdings schlechte Flieger und pendeln im Flug etwas von einer Seite zur anderen. Gegen starke Winde können sie nicht anfliegen, sondern werden regelmäßig in Orkanböen mitgetragen.
Im Prachtkleid weisen Zwergalken eine dunkelgraue oder schwärzliche Körperoberseite, wobei die Schwingen weißliche Flecken haben können. Brutvögel haben an der Stirn und hinter dem Auge einzelne schmale, etwas verlängerte Federn. Der Schnabel ist an der Basis dunkel mit einem vorderen roten Schnabelteil. Die Körperunterseite ist in der Regel weißlich mit unregelmäßigen dunkleren Flecken und Querstreifen. Einzelne Individuen können davon jedoch stark abweichen und haben beispielsweise eine rein weiße oder fast schwarze Körperunterseite. Individuen mit einer sehr dunklen Körperunterseite weisen in der Regel einen weißlichen Kehlfleck auf. Insgesamt machen Individuen mit einer rein weißen oder fast schwarzen Unterseite etwa fünf Prozent der Population aus.
Das Schlichtkleid ähnelt dem Prachtkleid, jedoch haben alle Zwergalken dann eine weiße Körperunterseite. Der Schnabel ist schwarz, im Gesicht haben sie nur vereinzelte längere weiße Federn. Noch nicht geschlechtsreife Zwergalke im zweiten Lebensjahr sind an der Stirn überwiegend braun. Sie haben nur vereinzelte oder keine weiße Gesichtsfedern. Die Schnabelfarbe ist matt dunkel. Sie weisen ebenfalls eine variabel gefärbte Körperunterseite auf, sind aber in der Regel dunkler gefärbt als die geschlechtsreifen adulten Vögel. Jungvögel ähneln im ersten Winter bereits den Adulten in ihrem Schlichtkleid. Bei ihnen ist die Iris jedoch eher blassgrau als weißlich.

## Stimme
Zwergalke sind sehr ruffreudige Vögel, für die ein hohes Zwitschern charakteristisch ist. Balzende Männchen rufen beispielsweise so, wenn sie sich in den Brutkolonien aufhalten. Benachbarte Vögel reagieren je nach Geschlecht darauf unterschiedlich: Weibchen werden von den zwitschernden Rufen angezogen. Bei konkurrierenden Männchen löst das rufende Männchen dagegen ein aggressives Verhalten aus. Balzende Paare rufen auch im Duett. Zwergalke verfügen außerdem über schrille Alarmrufe, die vor allem von auffliegenden Vögel zu hören sind. Insgesamt unterscheidet sich das Rufrepertoire deutlich von dem anderer Aethia-Arten und dem Aleutenalk.

## Verbreitungsgebiet

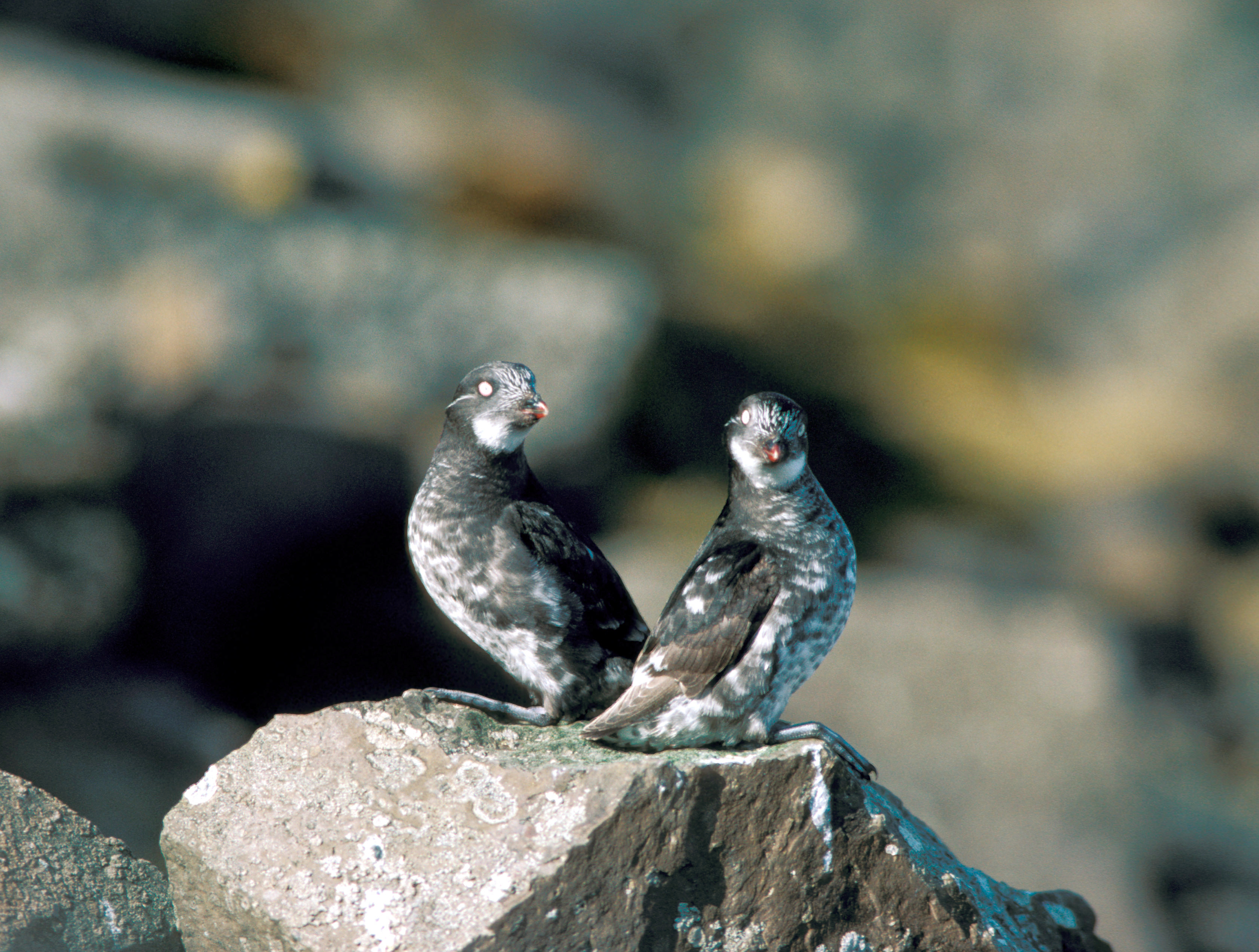
Ein Paar Zwergalke

Zwergalke halten sich bevorzugt auf Gewässern auf, die während des Sommers auf Gewässern eine Oberflächentemperatur von zwei bis elf Grad und während des Winterhalbjahres eine von einem bis fünf Grad aufweisen.
An der nordamerikanischen Küste brütet der Zwergalk auf den Aleuten, den Semidi Islands, den Shumagin Islands und in der Beringsee auf Pribilof Islands, St.-Matthew-Insel, Sankt-Lorenz-Insel, King Island und der Ratmanow-Insel. An der Westküste des Pazifiks brüten Zwergalken vereinzelt auf den Kurilen, auf Inseln im Ochotskischem Meer, den Kommandeurinseln sowie entlang der Küste der Kamtschatka-Halbinsel bis zur südlichen Küste der Tschuktschen-Halbinsel. Sehr große Brutkolonien befinden sich unter anderem auf Kiska Island und der Sankt-Lorenz-Insel sowie einer Insel im Japanischen Meer. Während des Sommerhalbjahrs werden Zwergalken auch deutlich weiter höher im Norden beobachtet. Beobachtungen liegen unter von Point Barrow, der nördlichsten Landspitze des US-Bundesstaates Alaska und der Wrangelinsel vor.
Während des Winterhalbjahres halten sich Zwergalke bevorzugt in der Nähe ihrer Brutkolonien auf, sofern dort die Gewässer eisfrei bleiben. An der Westküste des Nordpazifik finden sich überwinternde Vögel jedoch bis zur Küste Nordjapans ein.

## Nahrung
Zwergalke finden ihre Nahrung unter Wasser, allerdings ist über ihre Tauchgänge nur wenig bekannt. Wegen ihres geringen Gewichtes und ihrer kleinen Flügel gelten sie aber nur als schlechte Schwimmer. Einigen Autoren schätzen, dass sie auf Grund ihrer geringen Körpermasse nur begrenzt tauchen können und Gewässertiefen von maximal 15 Meter erreichen können. Andere Autoren gehen von einer maximalen Tauchtiefe von bis zu 25 Meter aus. Ihre Nahrung besteht überwiegend aus Ruderfußkrebsen und anderen Tieren des marinen Planktons. Dort, wo sich ihr Verbreitungsgebiet mit dem des Bartalks überschneidet, ähnelt sich die Nahrungszusammensetzung der beiden Arten sehr.

## Fortpflanzung

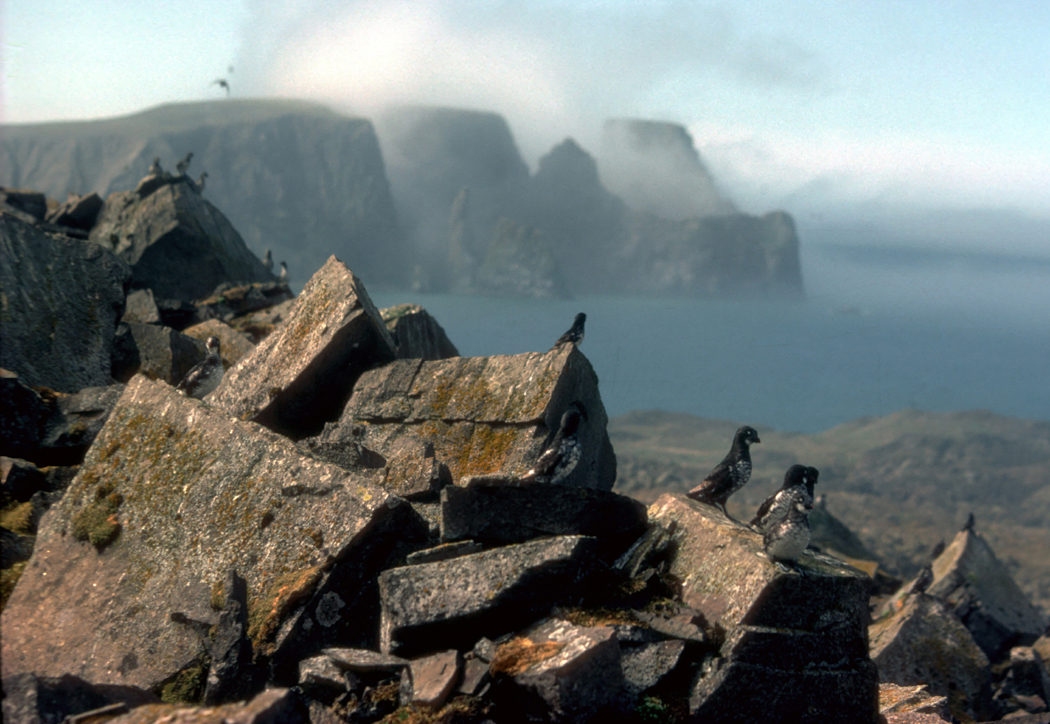
Zwergalke auf der St.-Matthew-Insel

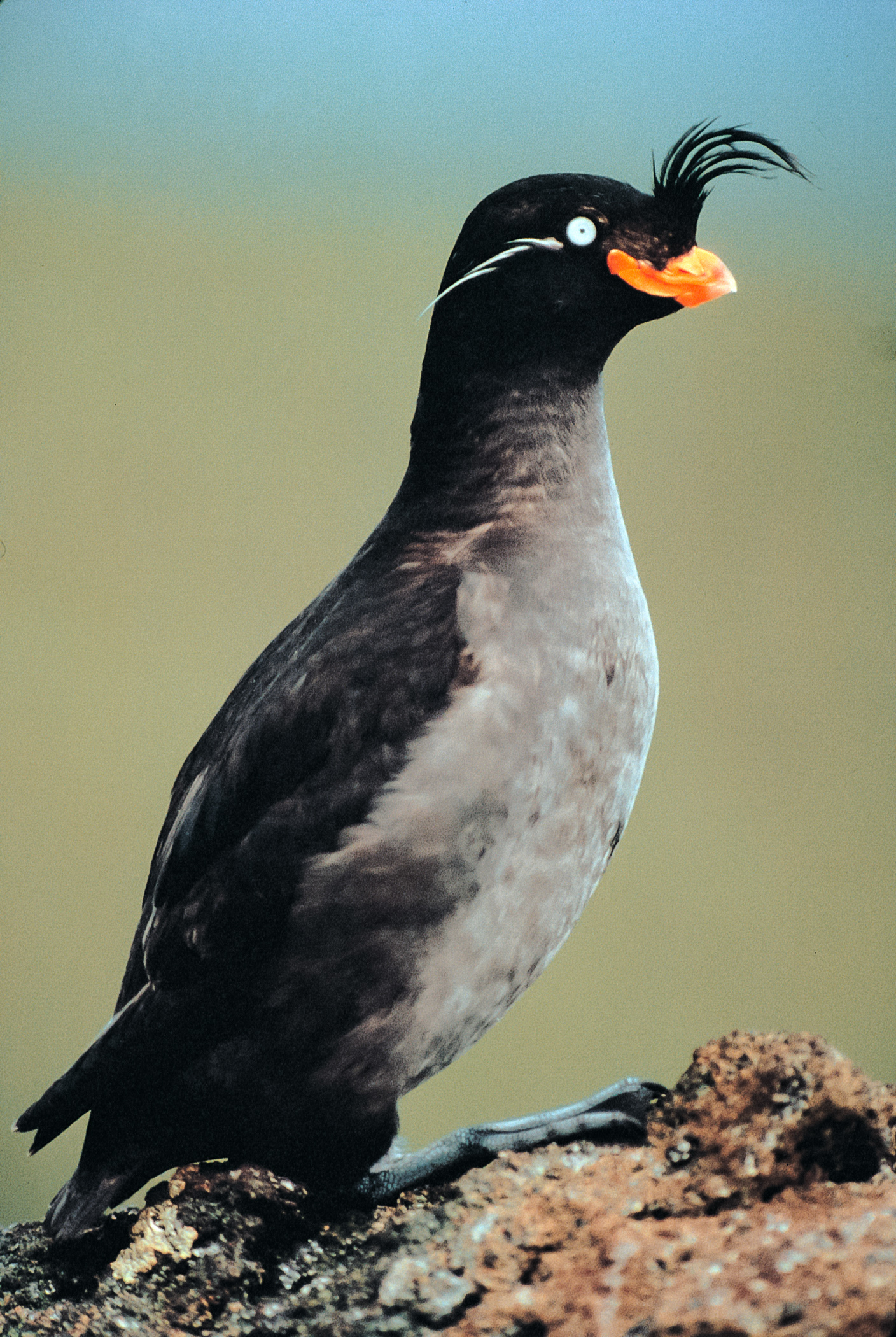
Schopfalk, ein Alkenvogel, mit denen Zwergalke häufig in einer Brutkolonie vergesellschaftet sind

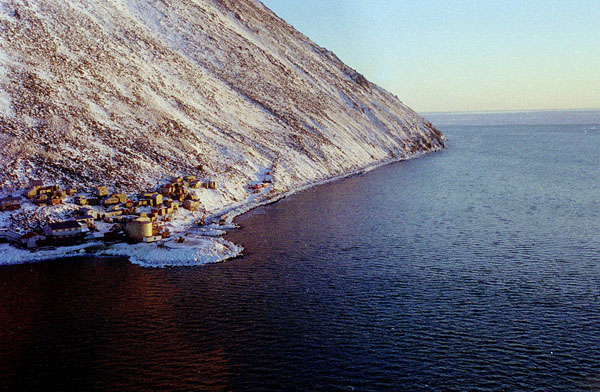
Schutthang der Little Diomede Island

### Brutkolonien
Zwergalken brüten in sehr großen Kolonien entlang felsiger Küstenabschnitte sowie Küstenabschnitten mit Schutthalden oder Lavafeldern. Die meisten Kolonien finden sich an Hängen, die sich unmittelbar an der Küste befinden. Schutthalden werden jedoch bis zu einer Entfernung von 1,5 Kilometer auch im Inselinneren genutzt. Gewöhnlich weist das Areal der Brutkolonie keinen oder nur sehr geringen Pflanzenwuchs auf. Auf den Aleuten finden sich Brutkolonien jedoch auch an älteren Lavafeldern, die mittlerweile einen kräftigen Pflanzenwuchs aufweisen. Grundsätzlich führt der Pflanzenbewuchs aber dazu, dass das Gebiet zunehmend als Niststandort ungeeignet ist, weil Humus und Vegetationsreste die Felsspalten füllen. Die größten vier Kolonien der Aleuten befinden sich entsprechend auch an verhältnismäßig jungen Lavafeldern. Die Art ist auf Grund ihrer Standortanforderung grundsätzlich von Erosion und vulkanischer Aktivität abhängig.

### Sozialverhalten
Die Brutkolonien sind während der Fortpflanzungszeit bereits aus der Ferne auszumachen, weil eine große Anzahl von Zwergalken zwischen der offenen See und der Brutkolonie hin und her fliegen. Verglichen mit dem Schopfalk sind fliegende Schwärme von Zwergalken jedoch weniger dicht und ihre Fluggeschwindigkeit ist geringer. Auffallend ist die Schwierigkeit der Zwergalke, gegen den Wind anzufliegen.
Brutkolonien haben in der Regel zwei Aktivitätshöhepunkte, während derer die größte Zahl der Brutvögel anwesend sind. Auf den Aleuten und den Pribilof Islands fällt zu Beginn der Fortpflanzungszeit der erste Aktivitätshöhepunkt in den Zeitraum von etwa neun bis 14 Uhr und der zweite in den Zeitraum von 23 und 24 Uhr, wenn in diesen Breitengraden typischerweise die Dämmerung einbricht. Im Verlauf der Brutzeit verschiebt sich der Zeitraum des ersten Aktivitätspunktes in die Zeit von 11 bis 16 Uhr. Im äußersten Norden des Brutgebietes, beispielsweise auf der Little Diomede Island, wo während der Fortpflanzungszeit nahezu kontinuierlich Tageslicht gegeben ist, verteilen sich die Aktivitäten etwas gleichmäßiger über den Tag. Aggressives Verhalten zwischen Zwergalke ist in den Brutkolonien sehr häufig zu beobachten. Normalerweise reagieren vor allem Männchen sowohl auf sich nähernde Geschlechtsgenossen als auch Jungvögel beider Geschlechter mit Schnabelhacken, wobei sie häufig auf die Augen ziehen. Zum Aggressionsverhalten zählt aber auch ein Ergreifen des anderen Vogel am Nacken oder an den etwas verlängerten, weißen Gesichtsfedern. Zwergalke, die solche Auseinandersetzungen für sich entscheiden, haben gewöhnlich ein etwas helleres Gefieder. In Experimenten konnte nachgewiesen werden, dass ein helles Gefieder ein Statussignal hat.
In den Kolonien brüten Zwergalke häufig mit anderen Alkenvögel gemeinsam. Auf vielen Inseln sind sie mit dem Schopfalk vergesellschaftet. Typischerweise landen von der See zurückkehrende Zwergalke vor den Schopfalken in den Brutkolonien. In Kämpfen um geeignete Nistplätze unterliegen die kleinen Zwergalken regelmäßig den zum Teil deutlich größeren Aethia-Arten. Tote Zwergalken, die in Felsspalten liegen, sind vermutlich die Opfer aggressiver Schopfalken.

### Gelege
Zwergalken sind grundsätzlich monogame Vögel, jedoch kommen Kopulationen außerhalb der Paarbeziehung häufiger vor als bei anderen Aethia-Arten. So zog in einer Studie von zwanzig Männchen zwei einen Jungvogel auf, der nicht von ihnen abstammte. Zwergalken nisten in Felsenspalten, wobei der brütende Vogel gelegentlich sichtbar bleibt. In Brutkolonien mit einer sehr dicken Schuttschicht kann sich das Nest mehrere Meter unterhalb der Oberfläche befinden, jedoch nisten Zwergalke grundsätzlich nicht so tief wie die Schopfalken.
Die Eiablage ist abhängig von der geographischen Breite. In den westlichen Aleuten, die etwa auf dem 52. nördlichen Breitengrad liegen, fällt der Höhepunkt der Eiablage auf Ende März, auf den Pribilif Inseln (ca. 57° N) fällt sie auf Anfang Juni, auf St.-Matthew-Island (ca. 60° N) auf Mitte bis Ende Juni und auf der Sankt-Lorenz-Insel (ca. 63° N) in den frühen Juli. In den nördlicheren Brutkolonien beeinflusst dabei der Zeitpunkt der Schneeschmelze den Zeitpunkt der Eiablage. In Jahren mit langem Schneefall kann sich die Eiablage um zwei Wochen nach hinten verschieben. Gelege finden sich gelegentlich auch im Schnee. Diese Gelege werden jedoch nicht bebrütet. In gemischten Brutkolonien schlüpfen die Jungvögel der Zwergalken nicht nur vor denen der Schopfalken, sondern werden auch früher flügge.
Das Gelege besteht nur aus einem Ei, dass entweder direkt auf den blanken Felsen oder auf kleine Kieseln gelegt wird. Nachgelege bei Gelegeverlust sind für Zwergalken untypisch. Das Ei ist oval mit einer glatten Oberfläche. Die Schale ist nach der Eiablage weiß, wird aber im Verlauf der Brut dann zunehmend schmutzig braun. Es wiegt durchschnittlich 18,7 Gramm, was etwa 22 Prozent der Körpermasse des Weibchens entspricht. Es wird von beiden Elternvögeln bebrütet, die jeweils zwei Brutflecken aufweisen. Die Brutzeit beträgt durchschnittlich 31,2 Tage. Beide Elternvögel wechseln sich gewöhnlich in einem Intervall von 24 Stunden ab. Das Ei ist grundsätzlich unempfindlich gegenüber Brutunterbrechungen. Zu solchen kommt es beispielsweise durch Menschen, die sich in der Brutkolonie aufhalten oder bei Nahrungsmangel.

### Jungvogel
Jungvögel der Zwergalken wiegen zum Zeitpunkt des Schlupfes durchschnittlich 11,9 Gramm und können während ihrer Nestlingszeit bis zu sechs Gramm pro Tag zunehmen. Zum Zeitpunkt des flügge werden wiegen sie etwa 91,5 Gramm und sind damit etwa acht Prozent schwerer als der durchschnittliche, ausgewachsene Brutvogel.
Frisch geschlüpfte Jungvögel werden am ersten Lebenstag fast ununterbrochen gehudert, werden dann aber zunehmend während des Tages von den Elternvögel allein gelassen. Einer oder sogar beide Elternvögel verbringen in den ersten zehn Tagen nach dem Schlupf jedoch die Nacht im Bau. Die Elternvögel tragen während des Tages zwei bis vier Mal Futter heran. Diese Futtermenge wird auf etwa 5,4 Gramm geschätzt. Auch hier sind beide Elternvögel fast gleichermaßen beteiligt. Zwergalke sind mit durchschnittlich 28,6 Tagen flügge, sie haben dann eine Flügellänge, die den adulten Vögeln entspricht. Mehrere Tage vor dem Flügge klettern die Jungvögel aus den Bauen und trainieren ihre Flugmuskulatur, indem sie für 15 bis 30 Sekunden heftig mit den Flügeln schlagen. Am Tag, an dem die Jungvögel die Brutkolonie verlassen, klettern sie gewöhnlich auf einen Felsbrocken, der sich in der Nähe des Baues befindet und fliegen dann in Richtung Meer. Sehr viele der Jungvögel landen nach diesem Erstflug auf hoher See. Jungvögel, die deutlich unter dem Durchschnittsgewicht liegen, versuchen das Meer laufend zu erreichen oder landen am Fuß des Schutthügels. Sie werden in der Regel durch Prädatoren der Zwergalke geschlagen. Eine Versorgung ausgeflogener Jungvögel durch die Elternvögel findet nicht statt.

## Bruterfolg und Lebenserwartung

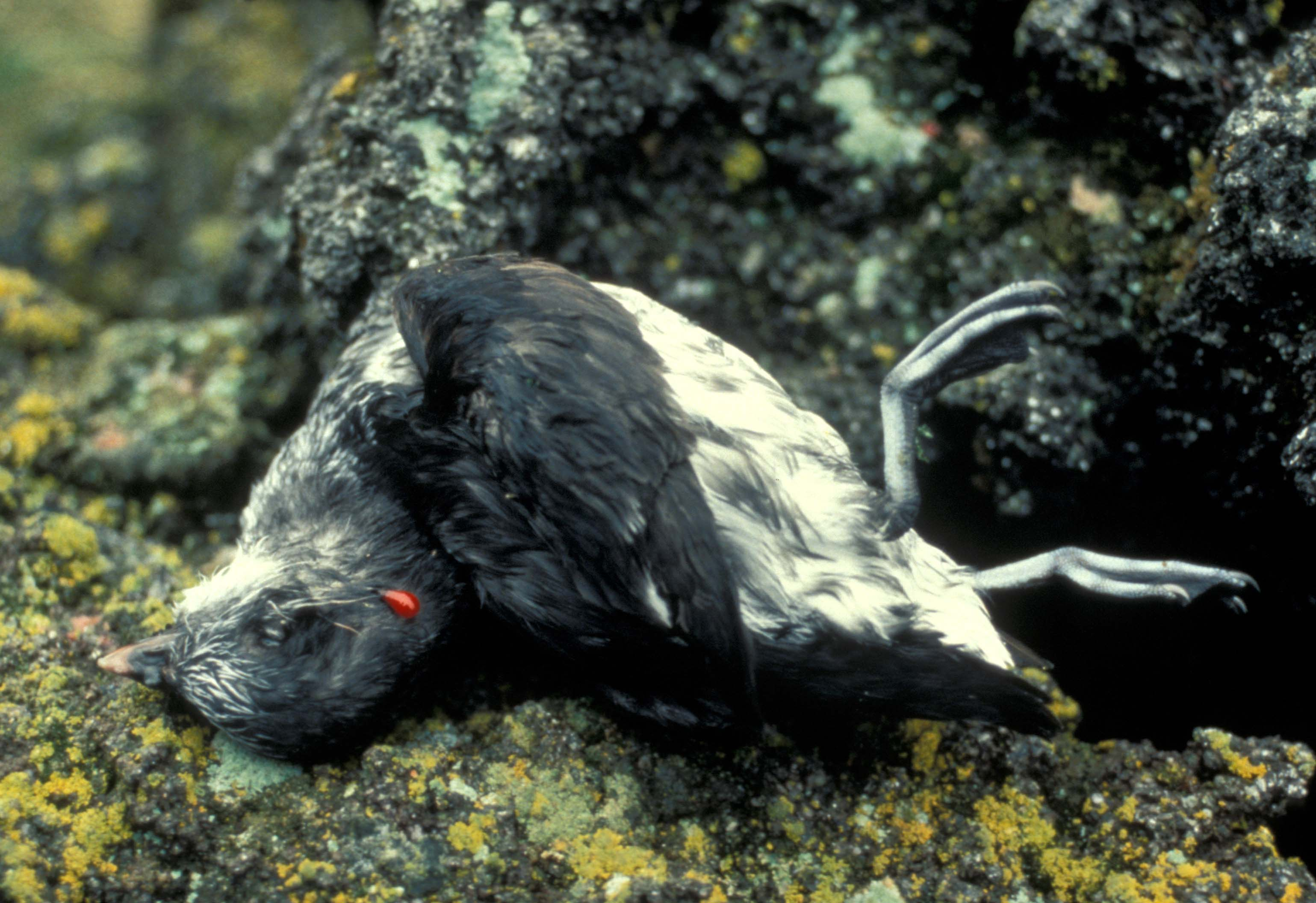
Von einer Ratte getöteter Zwergalk

Der Bruterfolg von Zwergalken wird auf fünfzig bis siebzig flügge werdende Jungvögel pro einhundert Brutpaare geschätzt. Zu den Prädatoren des Zwergalks zählen sowohl Polar- als auch Rotfüchse, die vor allem adulte Vögel in den Kolonien schlagen. Braunbären graben in Schutthalden liegende Baue aus, um Adulte, Nestlinge und Eier zu fressen. Wühlmäuse fressen vor allem Eier und Nestlinge. Hermeline und eingeführte Ratten schlagen ausgewachsene Zwergalken, Nestlinge und Eier. Zu den Prädatoren der Zwergalken zählen außerdem Kamtschatka-, Bering- und Eismöwe, Schneeeule, Sumpfohreule, Weißkopfadler, Riesenseeadler, Gerfalke und Wanderfalke.
Die Mortalitätsrate ausgewachsener Zwergalke beträgt 21 Prozent. Ihr durchschnittliche Lebenserwartung liebt bei etwa 5,5 Jahren. Zwergalke erreichen ihre Geschlechtsreife mit etwa drei Jahren.

## Bestand
Der Bestand in Russland wurde gegen Ende des 20. Jahrhunderts auf mehrere Millionen geschätzt. Der United States Fish and Wildlife Service schätzte die Zahl der nordamerikanischen Zwergalken 1993 allein in Alaska auf neun Millionen. Es ist aber möglich, dass dieses Schätzungen deutlich zu niedrig sind und dort mehr als 20 Millionen Zwergalke beträgt. Weitere Millionen an Zwergalken brüten an der russischen Küste, sind aber in ihrem Bestand ebenfalls nicht genau erfasst. Bestandstrends sind nur schwer zu ermitteln, da die Anwesenheiten in den Brutkolonien während des Tages und im Verlauf des Jahres stark variiert. Auf einigen Inseln der Aleuten ist der Bestand zurückgegangen, nachdem dort Polarfüchse eingeführt wurden. Zwergalken brüten anders als einige andere Alkenvögel jedoch auch auf Inseln, auf denen Füchse, Wiesel und Bären natürlich vorkommen.

## Belege

### Einzelbelege
1. ↑  Gaston et al., S. 259
2. ↑  Gaston et al., S. 253
3. ↑  Gaston et al., S. 254
4. ↑  Gaston et al., S. 253
5. ↑  Gaston et al., S. 252
6. ↑  Gaston et al., S. 252
7. ↑  Gaston et al., S. 253
8. ↑  Gaston et al., S. 256
9. ↑  Gaston et al., S. 256
10. ↑  Gaston et al., S. 255
11. ↑  Gaston et al., S. 256
12. ↑  Gaston et al., S. 259
13. ↑  Gaston et al., S. 259
14. ↑  Gaston et al., S. 257
15. ↑  Gaston et al., S. 257
16. ↑  Gaston et al., S. 258
17. ↑  Gaston et al., S. 258
18. ↑  Gaston et al., S. 260
19. ↑  Gaston et al., S. 260
20. ↑  Gaston et al., S. 260
21. ↑  Gaston et al., S. 260
22. ↑  Gaston et al., S: 261
23. ↑  Gaston et al., S. 261
24. ↑  Gaston et al., S. 262
25. ↑  Gaston et al., S. 255